# Don (fiume Russia)
Il Don (in russo Дон?), anticamente detto Tanai (in greco Τάναϊς, Tánaïs, dal nome della città di Tana), è un fiume della Russia europea sudoccidentale, che sfocia nel Mar d'Azov. La sua lunghezza di 1870km lo pone al quinto posto fra i fiumi europei, dopo il Volga, il Danubio, l'Ural e il Dnepr. Il corso si snoda attraverso il territorio delle oblast' di Tula, Lipeck, Voronež, Rostov e Volgograd. Fu il fiume dei leggendari cosacchi ai tempi degli zar.

## Percorso
Nasce dai contrafforti orientali del Rialto centrale russo, nell'oblast' di Tula presso la città di Novomoskovsk.
Nel suo alto corso mantiene direzione mediamente meridionale, scorrendo in una valle piuttosto stretta e dal profilo asimmetrico: la riva sulla destra idrografica (dove corrono i rilievi del Rialto centrale russo) è alta e piuttosto dirupata, mentre la sponda sinistra è più bassa; il Don riceve, in questo tratto, gli affluenti Neprjadva, Krasivaja Meča, Sosna dalla destra idrografica, mentre l'unico affluente di rilievo dalla sinistra è il fiume Voronež.
A valle della confluenza dell'affluente Tichaja Sosna, vicino alla cittadina di Liski, il Don entra nel suo medio corso; assume direzione dapprima mediamente sudorientale, successivamente est-sudest, costeggiando a nord i rilievi collinari delle Alture del Don. La presenza di questi rilievi causa anche in questa sezione del corso del fiume l'asimmetria fra la sponda destra alta e piuttosto dirupata e la sponda sinistra più bassa; la valle del fiume in questo tratto si allarga significativamente, fino a raggiungere i 6 chilometri. Importanti affluenti del medio corso del Don sono la Čërnaja Kalitva dalla destra idrografica, il Bitjug, il Chopër, la Medvedica e l'Ilovlja dalla sinistra.
A valle della confluenza dell'Ilovlja il fiume compie una brusca svolta, assumendo direzione sudoccidentale ed entrando nel suo basso corso; alcune decine di chilometri dopo, presso Kalač-na-Donu, il fiume è interessato dalle acque del bacino di Cimljansk, formato nel 1952 in seguito allo sbarramento costruito per scopi idroelettrici nei pressi della cittadina omonima. 
In questo tratto il corso del Don si trova ad un centinaio di chilometri dal corso del Volga; questa vicinanza ha reso possibile la costruzione del canale navigabile Volga-Don, che ha inserito il bacino del Don nel sistema di idrovie della Russia europea collegandolo con il Mar Caspio, il Mar Baltico e il Mar Glaciale Artico. In quest'ultima parte del corso del fiume la valle si allarga ulteriormente; il Don riceve gli affluenti Donec, Sal, Čir, Manyč e Tuzlov, toccando le città di Cimljansk, Volgodonsk e Rostov sul Don. A valle di Rostov il Don entra nella zona del delta, esteso su circa 340 km²; sfocia infine nel golfo di Taganrog nel Mar d'Azov.

## Bacino
Il bacino del Don si estende su 422 000 km² nella parte sudoccidentale della Russia europea e nella sezione orientale dell'Ucraina, in un territorio pianeggiante o modestamente rilevato, dal clima continentale piuttosto secco che fa sì che la vegetazione prevalente nel bacino sia la steppa.
Rostov sul Don è la città principale del bacino, dotata di un porto fluviale sul Don (che è navigabile per 1 370 km e accessibile alle navi provenienti dal mare). Il Don è un'importante arteria per il trasporto di grano, carbone e legname.

### Affluenti[1]
| Fiume              | Lunghezza | Provenienza idrografica | Distanza dalla foce               |
| ------------------ | --------- | ----------------------- | --------------------------------- |
| Neprjadva          | 67 km     | sinistra                | 1 809 km                          |
| Krasivaja Meča     | 244 km    | destra                  | 1 645 km                          |
| Sosna              | 296 km    | destra                  | 1 608 km                          |
| Voronež            | 342 km    | sinistra                | 1 403 km                          |
| Potudan'           | 100 km    | destra                  | 1 317 km                          |
| Tichaja Sosna      | 161 km    | destra                  | 1 299 km                          |
| Ikorec             | 97 km     | sinistra                | 1 262 km                          |
| Bitjug             | 379 km    | sinistra                | 1 197 km                          |
| Osered'            | 89 km     | sinistra                | 1 161 km                          |
| Čërnaja Kalitva    | 162 km    | destra                  | 1 105 km                          |
| Bogučarka          | 101 km    | destra                  | 1 022 km                          |
| Tolučeevka         | 142 km    | sinistra                | 983 km                            |
| Chopër             | 979 km    | sinistra                | 823 km                            |
| Medvedica          | 745 km    | sinistra                | 792 km                            |
| Ilovlja            | 358 km    | sinistra                | 604 km                            |
| Donskaja Carica    | 111 km    | sinistra                | Bacino di Cimljansk (479 km)      |
| Liska              | 106 km    | destra                  | Bacino di Cimljansk (Baia di Čir) |
| Čir                | 317 km    | destra                  | Bacino di Cimljansk (456 km)      |
| Myškova            | 100 km    | sinistra                | Bacino di Cimljansk (455 km)      |
| Aksaj Esaulovskij  | 179 km    | sinistra                | Bacino di Cimljansk (414 km)      |
| Aksaj Kurmojarskij | 101 km    | sinistra                | Bacino di Cimljansk (397 km)      |
| Cimla              | 115 km    | destra                  | Bacino di Cimljansk (349 km)      |
| Kumšak             | 121 km    | destra                  | 327 km                            |
| Severskij Donec    | 1053 km   | destra                  | 218 km                            |
| Sal                | 798 km    | sinistra                | 165 km                            |
| Tuzlov             | 182 km    | destra                  | 36 km (canale Aksaj)              |
| Manyč occidentale  | 420 km    | sinistra                | 99 km                             |

## Storia
Il fiume Don era conosciuto nell'antichità con il nome greco di Tanaïs, che era anche il nome di un'importante città sulle sue sponde, Tana. Il corso del fiume rappresentò, per molto tempo, una importantissima via di trasporto commerciale dall'Europa settentrionale alle zone mediterranee.
Il fiume è citato come "Tanai" ne Il cinque maggio di Alessandro Manzoni: v.29 Scoppiò da Scilla al Tanai.
Nel 1942, durante la seconda guerra mondiale, il fronte fra le forze contrapposte dell'Asse e dell'Armata Rossa si stabilizzò lungo il medio Don, finché, dalla fine dell'anno, furono lanciate in successione le controffensive sovietiche Operazione Urano, Operazione Piccolo Saturno e Offensiva Ostrogožsk-Rossoš', che costrinsero le forze dell'Asse ad arretrare e permisero la liberazione di Stalingrado. 
L'8ª Armata italiana era schierata proprio sul medio corso del Don e, a partire dal 16 dicembre 1942, subì la violenta offensiva dell'Armata Rossa; la cosiddetta seconda battaglia difensiva del Don si concluse alla fine dell'anno con una catastrofe per l'armata italiana, che venne in gran parte distrutta e dispersa durante la drammatica ritirata invernale.